# Nellie Graves
Nellie Graves fue una mujer soldado estadounidense que sirvió, disfrazada de hombre, en el Ejército de la Unión durante la Guerra de Secesión estadounidense junto a su amiga íntima Fanny Wilson. Ambas lucharon en la Batalla de Fredericksburg y en la Batalla de Chancellorsville. Su verdadero género fue descubierto mientras eran tratadas por enfermedad. Ambas fueron dadas de baja y permanecieron separadas para el resto de la guerra. Wilson decidió realistarse disfrazada otra vez. Se especula si Graves llegó a hacer lo mismo, pero si se realistó, no fue descubierta por segunda vez.

## Antes de la Guerra Civil
Nellie Graves viajó con su amiga, Fanny Wilson, a Lafayette, Indiana, en 1860 para acompañarla en una visita de Wilson a unos familiares lejanos.  Durante su estancia, ambas jóvenes conocieron y se enamoraron de dos hombres, e intercambiaron cartas con ellos durante un año desde el regreso de las chicas a Nueva York. Pero en cuanto la guerra se perfiló en 1861, Graves y Wilson recibieron noticias de sus amados declarando su intención de alistarse en el Ejército de la Unión, en la 24.ª Infantería de Nueva Jersey.  En respuesta, ambas planearon alistarse también en el mismo regimiento junto a sus amados, pero en compañías diferentes para evitar ser atrapadas.

## La Guerra Civil
Graves y Wilson estaban bastante contentas con la vida y entrenamiento en el ejército siempre que estuvieran cerca de sus enamorados. Su primera asignación fue formar parte de la fuerza de defensa en Washington D. C.. El regimiento entró en acción en Fredericksburg del 11 al 13 de diciembre de 1862. La experiencia de combate encendió un nuevo propósito en las mujeres, motivándose también en actuar para beneficio de la Unión.
Del 1 al 4 de mayo de 1863, su regimiento participó en la Batalla de Chancellorsville. El prometido de Wilson cayó mortalmente herido y murió bajo su cuidado. Poco después, ambas mujeres contrajeron una enfermedad desconocida y fueron enviadas a recuperarse en Cairo, Illinois. Fue en el hospital militar que fueron descubiertas y dadas de baja del ejército. Los dos amigas se separaron, y mientras Wilson se realistó, se desconoce si Graves hizo lo mismo.